# Lluís Flaquer i Vilardebò
Lluís Flaquer i Vilardebò (Mataró, 16 de juliol del 1946-) és un sociòleg, escriptor i traductor català. La seva tasca s'ha centrat sobretot en el conreu de la sociologia de la família. Com assagista ha versat sobre temes de comunitat, llengua i identitat a Catalunya. Ha traduït al català i al castellà textos de psicologia i clàssics del pensament social.
El 1969 es va graduar en Ciències polítiques a l'Institut d'Estudis Polítics de París. Va fer estades a universitats del Regne Unit i finalment es va llicenciar en dret a la Universitat de Barcelona. El 1981 va obtenir un doctorat en dret a la Universitat Autònoma de Barcelona amb una tesi sobre Alguns aspectes sociològics de la privacitat (1981), dirigida per Salvador Giner.
Gran part de la seva carrera acadèmica es va desenvolupar al Departament de Sociologia de la UAB, amb una breu col·laboració amb l'Institut d'Infància i Món Urbà de Barcelona durant la primera dècada del segle XXI, actualment integrat a l'Institut d'Estudis Regionals i Metropolitans de Barcelona. Al CIIMU va ser promotor i coordinador d'una xarxa europea sobre "El benestar de la infància” (WELLCHI NETWORK), finançada pel 6è Programa Marc de la Unió Europea, (2004-2007)i també va col·laborar en la posada en marxa del Panel de Famílies i Infància (2005-2008). Com a investigador a la UAB va assumir la direcció de projectes de diversos programes marc europeus i de plans estatals espanyols de Recerca Desenvolupament i Innovació.
El 1983 va rebre el Premi Crítica Serra d'Or de Literatura i Assaig pel seu llibre De la vida privada (1982) i el 2018 el VI Premi Catalunya de Sociologia, atorgat per l'Institut d'Estudis Catalans a proposta de l'Associació Catalana de Sociologia, el Col·legi de Politòlegs i Sociòlegs de Catalunya i la Fundació Bancària La Caixa. Des del 2016 és catedràtic emèrit de Sociologia.